# Herbatowce
Herbatowce, kameliowce (Theales Lindl. 1833, Guttiferales) - rząd przeważnie roślin drzewiastych należący do klasy dwuliściennych. Zalicza się do niego ponad 2000 gatunków rosnących w krajach tropikalnych i subtropikalnych.

## Charakterystyka
Kwiaty5-krotny okwiat w dwóch okółkach, zewnętrzny okółek jest wykształcony jako kielich, a wewnętrzny jako korona. 1 słupek zrośnięty z kilku owocolistków. Wiele pręcików.

## Systematyka
- herbatowate, kameliowate Theaceae
- aktinidiowate Actinidiaceae
- nadwodnikowate Elatinaceae
- dziurawcowate Hypericaceae, Clusiaceae
- ochnowate Ochnaceae
- Sphaerosepalaceae
- Sarcolaenaceae
- dwuskrzydlcowate Dipterocarpaceae
- Caryocaraceae
- Scytopetalaceae
- Pentaphylacaceae
- Tetrameristaceae
- Pellicieraceae
- Oncothecaceae
- Marcgraviaceae
- Quiinaceae
- Paracryphiaceae
- Medusagynaceae